# 王勤 (正統進士)
王勤（1420年—？），字而勉，直隸真定府武邑縣人，軍籍。明朝政治人物。正統戊辰進士。累官參政。

## 生平
正統十三年（1448年）戊辰科戊辰科進士，官至徽州府知府、河南右参政。

## 家族
曾祖父王士貞。祖父王斌，曾任濟陽縣知縣。父亲王循，曾任阜城縣學訓導。